# 三川口之戰
三川口之戰是北宋與西夏的一場戰役，以宋敗夏勝收場。
北宋寶元二年（1040年）三月，西夏景宗元昊進攻宋朝，夏軍從土门（今陕西安塞西北）突入，進攻金明寨（今陝西安塞南部）。金明寨位於延州（今陝西延安）北部，周围有36寨，由都监李士彬率蕃兵扼守。元昊一面率軍佯攻北宋的金明寨（今陝西安塞南部），一面送信給宋朝延州（今陝西延安）知州范雍，表示願意與宋和談，製造假象，以麻痹范雍。范雍卻信以為真，立即上書朝廷，對延州防禦也鬆懈了。十八日晨，士兵解甲就寝，被反叛者擒获，诸寨不攻自破。
同年七月，元昊派十萬軍包圍了延州。宋朝大將劉平、石元孫奉命增援。宋軍晝夜兼程，馳援延州。此役宋軍處於明顯劣勢，郭遵建議先偵後進，劉平不聽，恃勇轻敌，贸然轻进。二十二日夜，當他們到了三川口（今陝西延安西北）西10里驻营時，遭到西夏軍隊偷襲，遇到西夏軍隊重重包圍。劉平下令郭遵和王信帶騎兵半渡而擊。李元昊軍手下一名軍人揚言要擒拿郭遵，郭遵「期必死，獨出入行間」，揮鐵杵擊破其腦袋，兩軍皆大呼。宋軍與夏軍苦戰，西夏軍隊損失十分慘重。但因宋軍寡不敵眾，只好退守三川口附近的山坡。西夏又增援了大量軍隊。元昊多次寫信勸降劉平，但劉平寧死不屈。郭遵三出三入敵營，殺敵數百人，其坐騎中槍，馬踠仆地，郭遵被殺。刘平遣子劉宜孫求援於黄德和：“當勒兵還，並力拒賊，奈何先引去！”令其还击。黄德和卻逃往甘泉（今属陕西）。
最後，西夏軍隊猛攻宋軍駐守的山坡。由於宋軍人數太少，劉平、石元孫被俘。西夏軍集兵延州城下，延州危在旦夕。時值大雪，夏军缺少御寒衣物，军纪始松弛。後來由於宋將许怀德偷襲元昊得手，西夏軍隊才被迫撤離宋朝境內，延州之圍才得以緩解。戰後，黃德和因臨陣逃脫，被處以腰斬，梟首于延州城下。
三川口之戰中，雖然宋朝成功抵禦西夏軍隊的入侵，但是損失太多，而且宋朝甘陝青寧邊境的防禦也處於被動地位。